# She (Di-rect)
She is een rockballad van de Haagse rockband DI-RECT. Het is de tweede single van hun tweede studioalbum Over the Moon.
Het nummer bereikte de 2e positie in de Nederlandse Top 40. In Vlaanderen bleef het steken op een 13e positie in de Tipparade.